# 農業部茶及飲料作物改良場
農業部茶及飲料作物改良場（簡稱茶改場），為中華民國農業部下的四級機關，負責臺灣茶葉與其他飲料作物（咖啡、油茶、杭菊、花茶類花卉）相關的業務，其沿革來自於日治時期成立的多所機關。茶改場的本場位於桃園市楊梅區，並於南投縣魚池鄉、新北市石碇區和臺東縣鹿野鄉設有分場。其中的中部分場在2004年被登錄為南投縣歷史建築。

## 歷史

### 日治時期
平鎮茶葉試驗支所
臺灣總督府殖產局最早於1902年2月在桃澗堡龜崙口楓樹坑設置了「烏龍茶樹栽培試驗場」，並於1902年12月在竹北二堡草湳陂庄安平鎮另設「安平鎮製茶試驗場」。安平鎮製茶試驗場於1903年7月竣工，並在10月開始進行製茶試驗。楓樹坑的烏龍茶樹栽培試驗場在1905年1月閉場，並移轉至平鎮。1909年5月，總督府民政部殖產局頒布設置附屬製茶試驗場的法令依據。1910年2月，安平鎮製茶試驗場改稱「平鎮茶樹栽培試驗場」，並同時在苗栗三義設立「三叉分場」(1914年5月關閉)。臺灣總督府中央研究所於1921年8月成立後，其改稱為「中央研究院平鎮茶葉試驗支所」。在1939年4月又改為「台灣總督府農業試驗所平鎮茶葉試驗支所」，從事茶樹與製茶相關的研究調查，與茶樹種苗育成配布。
魚池紅茶試驗支所
台灣總督府中央研究所魚池紅茶試驗支所於1936年1月設立於臺中州新高郡魚池庄水社，從事紅茶茶樹的栽培試驗、紅茶製造試驗、種苗育成配布與台灣中南部山地的阿薩姆紅茶園開發。其在在1939年4月改隸於台灣總督府農業試驗所。
茶業傳習所
殖產局於1929年設立於臺北州新莊郡林口庄菁埔公學校（林口國小前身）的校地設立了「茶業傳習所」，教授茶業相關知識和技能；菁埔公學校則因此遷至林口國小現址。茶業傳習所房舍原址位於林口高中西側，園區涵蓋今日林口高中與世大運選手村社會宅。

### 民國時期
省轄時期
二戰後，臺灣總督府農業試驗所改為臺灣省農業試驗所，而其下的平鎮茶葉試驗支所和魚池紅茶試驗支所則改稱分所。茶業傳習所則是由台灣省農林處接收，仍茶業傳習所並招收並訓練茶業相關人員。1968年，兩個茶葉試驗分所與茶葉傳習所合併改組為臺灣省政府農林廳「臺灣省茶業改良場」，茶葉傳習所則改稱為「林口分場」。1984年，新設「臺東分場」與「凍頂工作站」。原林口分場於1987年搬遷至臺北縣石碇鄉後，改稱為「文山分場」。
中央管轄至今
1999年7月1日精省後，更名為「行政院農業委員會茶業改良場」。2021年8月，規劃於2025年將總場搬遷至嘉義縣番路鄉，並增設梅山試驗站，後改以桃園市楊梅區及嘉義縣番路鄉雙總場方式規劃。2023年8月1日起隨農委會升格為農業部，更名為「農業部茶及飲料作物改良場」。
2024年10月，首次舉辦台灣咖啡分類分級TCAGs評鑑賽事，分為水洗處理組、其他處理組。

## 組織
- 場長
  - 副場長
    - 秘書

行政單位
- 人事室
- 會計室
- 秘書室

業務單位
- 作物改良科
- 作物環境科
- 加工技術科
- 產業服務科
- 中部分場：位於南投縣魚池鄉，整併原魚池分場（歷史建築）
- 北部分場：位於新北市石碇區，原文山分場，最初為臺灣總督府茶業傳習所
- 東部分場：位於臺東縣鹿野鄉，原臺東分場
- 南部分場：位於南投縣鹿谷鄉，原凍頂工作站、南投農藥檢驗站(位於名間鄉)

## 外部連結
- （繁體中文）（英文）官方网站
- YouTube上的
- 農業部茶及飲料作物改良場的Facebook專頁
- 農業部茶及飲料作物改良場在Flickr上的页面
- 台灣農學會報 第十六卷第四期 （页面存档备份，存于）台灣農學會報16(4)：349-369，2015：茶業改良場 2011 ～ 2015 年之研發概況